# Liste des commanderies templières en Ombrie
| Cette liste recense les commanderies et maisons de l'Ordre du Temple présentes en Ombrie. |

## Faits marquants et Histoire

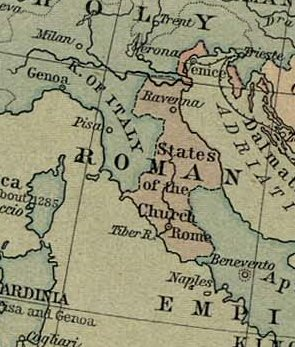
Les États pontificaux en 1204

L'ombrie actuelle fut au cœur des relations conflictuelles entre les États pontificaux et le Saint-Empire romain germanique aux XIIe et XIIIe siècles . Il est difficile de tracer les limites territoriales entre les différents protagonistes selon qu'ils soient du parti des Guelfes ou des Gibelins, ces limites ayant fluctué au cours de l'existence de l'ordre (1129-1312), soit presque deux siècles. 
Au moment de la fondation  de l'ordre, le duché de Spolète faisait partie du Saint-Empire. Spolète fut cependant incendiée en 1155 par l'empereur Frédéric Barberousse, qui nomma en 1177 Conrad d'Urslingen, duc de Spolète et comte d'Assise. Le duché fut intégré aux  États pontificaux à partir de 1198, repris cependant pendant une courte période (1222-1228) par l'héritier de Conrad, Rainald d'Urslingen. 
Le XIIIe siècle fut marqué par de nombreux affrontements entre la papauté et Frédéric II du Saint-Empire dont les templiers eurent à pâtir:
- l'unification du Saint-Empire avec le royaume de Sicile encerclant les territoires de la papauté
- la signature en 1229 du traité de Jaffa entre le sultan Al-Kamel et Frédéric II de Hohenstaufen[1], qui souleva les protestations des Templiers et des Hospitaliers, et la fureur du pape Grégoire IV, qui lança alors contre l'empereur une armée jusque dans les Pouilles. L'empereur expulsa alors en représailles ces deux ordres militaires du royaume de Sicile (1230) puis en 1240 tentât d'envahir les États pontificaux (à savoir le Latium, l'Ombrie et les Marches) mais fut stoppé aux portes de Brescia en Lombardie[2].

## Commanderies et autres possessions
* Baillie (Commanderie principale) ⇒ B, château ⇒ CH, commanderie ⇒ C, maison du Temple aux ordres d'un précepteur ⇒ M.
| Rang | Commanderie                      | Ville actuelle (ou à proximité)                       | Observations                                                                                                 |
| ---- | -------------------------------- | ----------------------------------------------------- | --- |
| M    | Città di Castello                | Città di Castello                                     | Église San Giacomo di Regnaldello                                                                            |
| C    | Magione                          | Magione                                               | [ 4 ] |
| CH   | Monterone (it)                   | Pérouse                                               | Incertain, rattaché à la commanderie de Pérouse ?                                                            |
| C    | Orvieto                          | Orvieto                                               | , |
| C    | San Bevignate de Pérouse         | Pérouse                                               | 43° 06′ 38″ N, 12° 24′ 33″ E                                                                                 |
| C    | San Giustino d'Arna              | Pérouse hameau de « Pilonico Paterno »                | Abbaye San Giustino d'Arna + église San Gerolamo de Pérouse (détruite) et église Sainte Marie de Ripa (it) , |
| M    | Santa Croce di Culiano (Sigillo) | Sigillo / Fossato di Vico, via « Collina di Purello » | dépendait de San Giustino d'Arna, plus une grange au nord de Sigillo à « Villa Scirca » (it). ,              |

| localisation dans l'Ombrie (Liens vers les articles correspondants)                                                                                 |
| --- |
| \| Abru zzes Latium Les Marches Toscane Città di · Castello Magione Orvieto San Bevignate de P. S. Giustino d'Arna S. Croce di Culiano Monterone \| |
| Abru zzes Latium Les Marches Toscane Città di · Castello Magione Orvieto San Bevignate de P. S. Giustino d'Arna S. Croce di Culiano Monterone       |